# Sylacauga (Alabama)
Sylacauga é uma cidade localizada no estado americano de Alabama, no Condado de Talladega.

## Demografia
Segundo o censo americano de 2000, a sua população era de 12.616 habitantes.
Em 2006, foi estimada uma população de 12.932, um aumento de 316 (2.5%).

## Geografia
De acordo com o United States Census Bureau, a localidade tem uma área de 48,3 km², dos quais 48,0 km² cobertos por terra e 0,3 km² cobertos por água.

## Eventos notáveis
Em 30 de novembro de 1954, um meteorito (denominado meteorito de Sylacauga) fragmentou-se em três partes, e uma delas (conhecida por fragmento de Hodges), de 3,86 kg, atingiu Ann Elizabeth Hodges. Este foi o primeiro caso documentado de um objeto extraterreste que feriu uma pessoa. Ela sobreviveu.

## Localidades na vizinhança
O diagrama seguinte representa as localidades num raio de 24 km ao redor de Sylacauga.